# Oberthulba

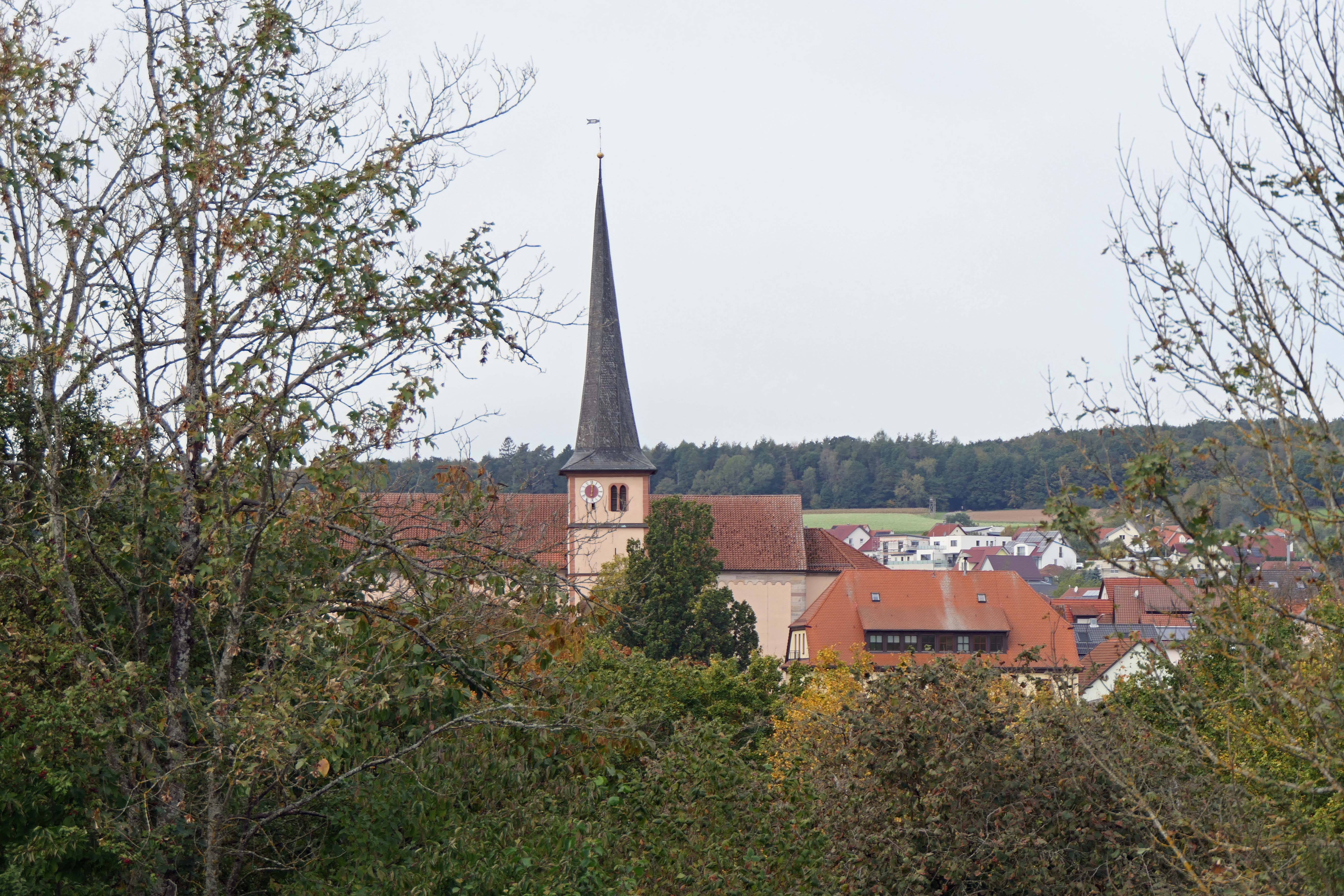
Oberthulba von Osten

Oberthulba ist ein Markt im unterfränkischen Landkreis Bad Kissingen.

## Geografie

### Geografische Lage
Oberthulba liegt in der Region Main-Rhön.

### Gemeindegliederung
Es gibt acht Gemeindeteile (in Klammern ist der Siedlungstyp angegeben):
- Frankenbrunn (Kirchdorf)
- Hassenbach (Kirchdorf)
- Hetzlos (Kirchdorf)
- Oberthulba (Hauptort)
- Reith (Dorf)
- Schlimpfhof (Kirchdorf)
- Thulba (Pfarrdorf)
- Wittershausen (Kirchdorf)

## Name

### Etymologie
Der Name Oberthulba leitet sich vom die Gemeinde durchfließenden Fluss Thulba ab, welcher der Fränkischen Saale bei Hammelburg zufließt. Der Zusatz Ober und zeitweise Dorf sollte den Ort vom gleichnamigen, südwestlich liegenden Dorf unterscheiden.

### Frühere Schreibweisen
Frühere Schreibweisen des Ortes aus diversen historischen Karten und Urkunden:
| - 1234 „Obertulbe“ - 1277 „Oberntulbe“ - 1378 „Dorftulbe“ - 1455 „Obertolbe“ - 1574 „Oberdulba“ | - 1657 „Oberthulb“ - 1700 „Oberdull“ - 1747 „Ober-Tulba“ - 1801 „Oberthulba“ |

## Geschichte

### Ortsgeschichte

#### Anfänge
Die erste bekannte Erwähnung des Ortes stammt vom November 1234 im Rahmen eines Verkaufs von Gütern bei Oberthulba an den Würzburger Bischof Hermann I. von Lobdeburg durch Gotfried von Reichenbach und seine Gattin Mechtildis, geborene von Henneberg. In der Zeit vor dieser Erwähnung findet sich in mehreren Dokumenten die Bezeichnung „Thulba“, wobei nicht in jedem Fall sicher ist, ob es um den Ort geht oder den Fluss Thulba, der als Namensgeber für Oberthulba sowie auch Unterthulba, der Bezeichnung für das Kloster Thulba, Pate stand.

#### Oberthulba zu Beginn der Neuzeit
Im Jahr 1571 wurde das zur Pfarrei Euerdorf gehörende Oberthulba selbstständige Pfarrei, musste aber noch bis zur Säkularisation im Jahr 1803 ein Drittel des „Getraidt-Zehnts“ an Euerdorf entrichten. Unter dem Würzburger Fürstbischof Julius Echter von Mespelbrunn zählte Oberthulba zur Zent Aura-Trimberg, die um 1570 durch Vereinigung der Zenten Aura und Trimberg entstanden war. Die geistliche Rechtsprechung wurde vom Fürstbischof und das Pfarrgesetzungsrecht vom Domkapitel ausgeübt. Im Rahmen der Gerichtsbarkeit wurden zwei Zentschöffen (einfache Bauern) sowie 14 Erbschöffen für Oberthulba bestimmt. Gemeinsam mit Euerdorf und Elfershausen hatte Oberthulba dem Fürstbischof „Folge und Reise“ zu leisten und im Kriegsfall Ausrüstung, u. a. Kriegswagen und Pferde, zu stellen. Die Steuern lagen bei 41 Gulden pro Jahr.

#### Bayerisches Königreich
Das ehemalige Amt des Hochstiftes Würzburg wurde nach der Säkularisation 1803 zugunsten Bayerns 1805 Erzherzog Ferdinand von Toskana zur Bildung des Großherzogtums Würzburg überlassen und fiel mit diesem 1814 endgültig an Bayern.

#### Jüdische Gemeinde bis 1938
In Oberthulba gab es eine jüdische Gemeinde seit dem 18. Jahrhundert. 1871 hatte die Ortsgemeinde 64 jüdische Einwohner; 1933 lebten noch 44 jüdische Personen in Oberthulba. In der Zeit des Nationalsozialismus wurden die jüdischen Familien schwer bedrängt und ihrer beruflichen und wirtschaftlichen Existenz beraubt.
Am 10. November 1938 kam es in Oberthulba im Zuge der Novemberpogrome spätabends zu Gewaltaktionen durch den SA-Sturm Hammelburg, der in von Juden bewohnte Häuser eindrang und vandalierte. In der Synagoge wurde Feuer gelegt und die Inneneinrichtung zerstört. Anschließend wurden die jüdischen Männer auf einen Lkw getrieben und in das Amtsgerichtsgefängnis Hammelburg gefahren. 16 Juden wanderten nach diesen schlimmen Vorkommnissen ins Ausland aus. Vier jüdische Familien blieben bis 1942 am Ort wohnen. Sie wurden deportiert und Opfer des Holocaust.
Laut Gedenkbuch des Bundesarchivs Berlin wurden 22 jüdische Einwohner Oberthulbas im Holocaust ermordet: Berta Adler (* 1893); Justin Adler (* 1924); Karl Adler (* 1891); Regina Berney, geb. Schiff (* 1878); Ida Bravmann, geb. Löbenfried (* 1890); Adolf Distelburger (* 1887); Ernestina Goldner, geb. Jakob (* 1872); Betty Rothschild, geb. Löbenfried (* 1903); Milton Rothschild (* 1932); Siegfried Rothschild (* 1894); Adolf Schiff (* 1888); Benno Schiff (* 1894); Felix Schiff (* 1893); Käthe Schiff (* 1930); Karoline Schiff, geb. Goldner (* 1899); Martha Schiff (* 1926); Moritz Schiff (* 1896); Wolf Schiff (* 1874); Jettchen Stark, geb. Schiff (* 1887); Helene Sterzelbach (* 1886); Frieda Vogel, geb. Schiff (* 1885); Sophie Vogel, geb. Schiff (* 1882).

#### Oberthulba nach 1945
Mit Antrag der Landwirte und des Gemeinderats vom 3. März 1967 wurde in Oberthulba die Flurbereinigung durchgeführt. Diese wurde erforderlich, weil der Bau der Rhön-Autobahn sowie der Staatsstraße St 2291 eine Neuordnung der Grundstücksflächen erforderlich machte; zudem sollte die Nutzung der Ackerflächen auch beim zunehmenden Einsatz landwirtschaftlicher Maschinen profitabler werden. Die im Mai 1967 zur Leitung der Flurbereinigung gewählte achtköpfige Vorstandschaft erstellte in den Jahren 1968 und 1969 einen Plan zur Durchführung es Verfahrens. Unter der Leitung des Flurbereinigungsamtes wurden die ersten Maßnahmen zum Wegebau bereits im Jahr 1969 eingeleitet, die zum Großteil bis 1973 beendet waren. Gleichzeitig leitete das Wirtschaftsamt den Ausbau von Vorflutgräben sowie Instandsetzungsmaßnahmen an Wasserläufen und Dränarbeiten. Ab 1974 wurde durch Anlage und Pflege von Bepflanzungen das Landschaftsbild geprägt.
In den Jahren 1971 und 1972 fanden die Markierungsarbeiten für das neue Wege- und Gewässernetz statt; im Frühjahr 1973 wurde das von der Flurbereinigung betroffene Gebiet zwecks Neuverteilung der Grundstücke vermessen. Im Jahr 1972 wurde durch auswärtige Sachverständige der Wert der betroffenen Grundstücke geschätzt. Von Mai bis Juni 1975 wurden zum Zwecke der Grundstücksneuverteilung die betroffenen Eigentümer nach ihren Wünschen befragt, so dass von September bis Oktober des Jahres die neuen Grundstücksgrenzen markiert werden konnten; die vorläufige Feststellung der Besitzeinweisungen fand am 1. Dezember 1975 statt. Nach Bekanntgabe des Flurbereinigungsplanes im Folgejahr gab es lediglich fünf Einwände, die durch die Flurbereinigungsdirektion beigelegt werden mussten. In der Zeit nach der Flurbereinigung wurden die Schotterwege mit Bitumen befestigt sowie an neu entstandenen Grundstücksflächen neue Wege angelegt. Einige Feuchtstellen waren zu entwässern; einige Grundstücke mussten eingezäunt werden.
Nach Abarbeitung der Widersprüche wurde am 1. November 1977 die Ausführung des Flurbereinigungsplanes angeordnet und im Jahr 1979 eine Aktualisierung der Grundbücher beantragt. Nach Durchführung der Abrechnung mit den Beteiligten sowie Anfertigung der Katasterunterlagen war das Flurbereinigungsverfahren im Jahr 1983 beendet. Durch die Flurbereinigung entstanden 5,8 Kilometer Bitumenweg und 12,4 Kilometer Schotterweg sowie 43 Kilometer leicht befestigte oder unbefestigte Gewannenwege. Daneben wurden vier Kilometer Vorflutgräben ausgebaut. Auf einer Fläche von sieben Hektar wurden Dränagemaßnahmen durchgeführt. Neben den Flächen für die Autobahn Fulda–Würzburg und die Staatsstraßen 2290 und 2291 wurden 16 Hektar Industrie- und Gewerbegebiet sowie 14 Hektar Wohnfläche erschlossen.
Die Gesamtkosten lagen bei 2.151.000 DM. Von diesem Betrag wurden 1.562.000 DM für den Wegebau, 280.000 DM für den Wasserbau, 84.000 DM für Bodenverbesserungen, 20.000 DM für Pflanzmaßnahmen und 205.000 DM für die Bodenordnung aufgewendet. Die Kosten wurden durch Zuschüsse von Bund und Land sowie aus dem Europäischen Ausrichtungs- und Garantiefonds für die Landwirtschaft sowie eine Beteiligung des Marktes Oberthulba gedeckt, so dass die Beteiligten nur noch einen Gesamtbetrag von 270.000 DM aufwenden mussten. Am 14. Oktober 1983 fand in der Flurabteilung Am Schieferstein die Segnung eines Gedenksteines statt.
Mit Eröffnung des letzten Teilstücks der A 7 am 30. Juli 1968 nahm die Autobahnmeisterei Oberthulba, die nach einer Bauzeit von eineinhalb Jahren entstanden war, ihren Betrieb auf. Zunächst war sie für den Autobahnabschnitt zwischen der bayerisch-hessischen Grenze an dessen Nordende und der Anschlussstelle Schweinfurt/Niederwerrn am Südende zuständig. Diese ursprünglich 45 Kilometer lange Teilstrecke verlängerte sich durch die Erweiterung nach Süden bis zur Anschlussstelle Schweinfurt/Werneck auf 52,9 Kilometer Länge. Zu den Aufgaben der Autobahnmeisterei gehören die Gewährleistung der Verkehrssicherung, der Winterdienst, die Straßenreinigung, die Pflege der Grünflächen und ihrer Bepflanzung, die Instandhaltung des Straßenzubehörs und Hilfsdienste bei Notrufen. Daneben kümmert sich die Autobahnmeisterei um die Instandhaltung der Autobahnbrücken (Grenzwaldbrücke, Römershagbrücke, Sinnbrücke, Thulbabrücke, Brücke über die Fränkische Saale, Bundesbahnbrücke Klöffelsbergbrücke).

### Eingemeindungen
Im Rahmen der Gemeindegebietsreform wurden in den 1970er Jahren mehrere Orte nach Oberthulba eingemeindet, und zwar Wittershausen am 1. Juli 1971, Schlimpfhof und Hassenbach am 1. Juli 1972 sowie Frankenbrunn, Hetzlos, Reith und Thulba am 1. Mai 1978.

### Religionen
Das Gebiet der Gemeinde Oberthulba umfasst unter dem Namen „Pfarreiengemeinschaft Sankt Michael im Thulbatal“ folgende römisch-katholische Kirchengemeinden:
- Pfarrei St. Johannes der Täufer in Oberthulba mit der Filiale St. Georg Wittershausen
- Pfarrei St. Lambertus in Thulba mit den Filialen St. Bonifatius Frankenbrunn und Mariä Himmelfahrt Hetzlos
- Kuratie St. Johannes der Täufer Hassenbach mit Filiale St. Georg Schlimpfhof

Mindestens seit dem Ende des 19. Jahrhunderts waren jüdische Familien im Ort ansässig, die eine Jüdische Gemeinde gründeten und in der Ledergasse 12 eine Synagoge errichteten. Dieses Gotteshaus wurde beim Novemberpogrom 1938 durch SA-Männer verwüstet und wird heute anders genutzt, wovon eine Gedenktafel berichtet.

### Einwohnerentwicklung
| Jahr      | 1927 | 1961 | 1970 | 1987 | 1991 | 1995 | 2000 | 2005 | 2010 | 2015 |
| Einwohner | 875  | 3403 | 3717 | 4261 | 4647 | 4982 | 5121 | 5177 | 5056 | 5048 |

Im Zeitraum 1988 bis 2018 stieg die Einwohnerzahl von 4320 auf 5029 um 709 Einwohner bzw. um 16,4 %. 2001 hatte der Markt 5194 Einwohner.
Quelle: BayLfStat

## Politik

### Bürgermeister
Erster Bürgermeister ist seit 1. Mai 2020 Mario Götz (CSU/Freie Wählergemeinschaft); er wurde am 15. März 2020 mit 95,8 % der Stimmen gewählt. Sein Vorgänger war Gotthard Schlereth (CSU/Freie Wählergemeinschaft), im Amt vom 8. Dezember 2000 bis 30. April 2020.

### Gemeinderat
Der Gemeinderat hat 20 Mitglieder. Die Kommunalwahlen seit 2008 führten zu folgenden Stimmenanteilen und Sitzverteilungen:
| Partei/Liste                           | 2008   | 2008   | 2014   | 2014   | 2020  | 2020 |
| Partei/Liste                           | Sitze  | %      | Sitze  | %      | Sitze | %    |
| -------------------------------------- | ------ | ------ | ------ | ------ | ----- | ---- |
| CSU/Freie Wählergemeinschaft           | 6      | 29,3   | 5      | 25,4   | 6     | 27   |
| Bürgervereinigung Thulba               | 5      | 23,8   | 4      | 22,2   | 5     | 22,7 |
| Freie Wählergemeinschaft Wittershausen | 2      | 10,9   | 2      | 9,8    | 2     | 9,5  |
| Freie Wählergemeinschaft Frankenbrunn  | 2      | 8,2    | 2      | 10,2   | 2     | 10,7 |
| Freie Wählergemeinschaft Hassenbach    | 1      | 7,7    | 2      | 10,4   | 2     | 8,6  |
| Wählergemeinschaft Schlimpfhof         | 2      | 8,4    | 2      | 8,5    | 1     | 7    |
| Wählergemeinschaft Hetzlos             | 1      | 6,3    | 1      | 6,3    | 1     | 7,2  |
| Wählergemeinschaft Reith               | 1      | 5,5    | 2      | 7,2    | 1     | 7,3  |
| Wahlbeteiligung                        | 70,2 % | 70,2 % | 64,0 % | 64,0 % |       |      |

Weiteres Mitglied und Vorsitzender des Gemeinderates ist der Bürgermeister.

### Wappen
| Wappen von Oberthulba | Blasonierung: „In Rot drei gesenkte silberne Spitzen, im Schildfuß belegt mit einem blauen Wellenbalken; zwischen den Spitzen schwebend oben nebeneinander ein silberner Bischofsstab und ein goldenes Johanneskreuz.“ |
| Wappen von Oberthulba | |

## Kultur und Sehenswürdigkeiten

### Bauwerke
Die bedeutendsten historischen Baudenkmäler der Gemeinde sind die ursprünglich romanische Pfarr- und ehemalige Propsteikirche St. Lambertus in Thulba aus der ersten Hälfte des 12. Jahrhunderts und das dortige barocke Propsteigebäude.
Die dem Heiligen Lambertus geweihte Kirche wurde 1127 erbaut und gehörte ehemals zu einem Benediktinerinnenkloster. Im Glockenstuhl des massigen Vierungsturmes befindet sich die Inschrift: ANDREAS HARTMANN DIESER ZEIT SCHULTES 1625 HANS EHRHARD ZIMM.(ermann). Die Glocken tönen in g'-a'-h'-d".

## Vereine
Es sind folgende Vereine im Ort aktiv:
- Freiwillige Feuerwehr Oberthulba
- Reservistenkameradschaft Oberthulba
- Bund vertriebener Deutscher
- Gesangverein Sängerlust Oberthulba
- Sanitätskolonne Bayerisches Rotes Kreuz Oberthulba
- TSV Oberthulba (einschl. Kegelclub Flotte Jungs)
- 1. FC Frankonia Thulba (Fußball)
- SV Bavaria Thulba (Schießsport)
- SV Hassenbach
- DJK Frankenbrunn (Jugendfußball)
- DJK Schlimpfhof (Fußball)
- FC Frankonia Wittershausen
- Katholische Jugendgruppe Oberthulba
- St.-Johannes-Verein e. V. Oberthulba
- Öwerdöllwer Fosenochts-Gemeinschaft
- Öwerdöllwer Heimatverein
- Reitclub RC Thulbathal
- Musikverein Oberthulba

## Wirtschaft und Infrastruktur

### Wirtschaft einschließlich Land- und Forstwirtschaft
Es gab 2020 nach der amtlichen Statistik im Bereich Handel und Verkehr 279 sozialversicherungspflichtig Beschäftigte am Arbeitsort. In sonstigen Wirtschaftsbereichen waren am Arbeitsort 175 Personen sozialversicherungspflichtig beschäftigt. Sozialversicherungspflichtig Beschäftigte am Wohnort gab es insgesamt 2138. Im verarbeitenden Gewerbe gab es drei Betriebe, im Bauhauptgewerbe sieben Betriebe. Im Jahr 2016 bestanden zudem 41 landwirtschaftliche Betriebe mit einer landwirtschaftlich genutzten Fläche von 2439 Hektar, davon waren 1519 Hektar Ackerfläche und 920 Hektar Dauergrünfläche.

### Verkehr
Die Bundesautobahn 7 durchquert die Gemeinde einschließlich der Anschlussstelle 96 Bad Kissingen/Oberthulba.
Der nächste Bahnhof ist Hammelburg an der Bahnstrecke Gemünden–Bad Kissingen. Die KOB GmbH hat in Oberthulba ihren Sitz und betreibt den regionalen Busverkehr.

### Bildung
Es gibt einen Kindergarten mit 200 Plätzen und eine Volksschule mit 26 Lehrern und 467 Schülern.

## Persönlichkeiten

### Pfarrer
| Name                                                                                                | Amtszeit  | Anmerkung                                                                        |
| --------------------------------------------------------------------------------------------------- | --------- | -------------------------------------------------------------------------------- |
| Augustinus Langeri                                                                                  | 1666–1667 |                                                                                  |
| Adam Wolfgang Weber                                                                                 | 1668–1671 |                                                                                  |
| Johann Neugebauer                                                                                   | 1672–1676 |                                                                                  |
| Christoph Heck                                                                                      | 1677–1692 |                                                                                  |
| Johann Georg Ehehalt                                                                                | 1693–1693 |                                                                                  |
| Johann Valentin Caupf                                                                               | 1694–1697 |                                                                                  |
| Johann Zwieselt                                                                                     | 1698–1710 |                                                                                  |
| Johann Michael Fuler                                                                                | 1711–1717 |                                                                                  |
| Andreas Josephus Dieterich                                                                          | 1718–1720 |                                                                                  |
| Johann Michael Platz                                                                                | 1721–1744 |                                                                                  |
| Joseph Ignaz Hohmann                                                                                | 1745–1768 |                                                                                  |
| Johann Ägidius Röttinger                                                                            | 1769–1792 |                                                                                  |
| Christoph Büttner                                                                                   | 1793–1811 | Im Jahr 1812 gab es einen Pfarrvikar P. Maximilianus Dillinger in Oberthulba.    |
| Valentin Trott (* 28. August 1767 in Mellrichstadt; † 22. August 1843 in Bad Neustadt an der Saale) | 1812–1834 |                                                                                  |
| Adam Joseph Hagenauer (* 20. Juni 1801 in Aschaffenburg; † 25. Juli 1872 in Oberthulba)             | 1835–1872 |                                                                                  |
| Michael Joseph Ankenbrand                                                                           | 1873–1876 |                                                                                  |
| Michael Weber                                                                                       | 1877–1882 | Im Jahr 1882 gab es einen Pfarrvikar Diel in Oberthulba.                         |
| Adalbert Vogel                                                                                      | 1883–1887 | Im Jahr 1888 gab es einen Pfarrverweser Diel in Oberthulba.                      |
| Karl Müller                                                                                         | 1888–1898 | Im Jahr 1888 gab es einen Pfarrverweser Leo Volpert in Oberthulba.               |
| Christian Sefrin                                                                                    | 1899–1903 | Im Jahr 1904 gab es einen Pfarrverweser Försch in Oberthulba.                    |
| Georg Ebert                                                                                         | 1904–1911 |                                                                                  |
| Hubert Brehm                                                                                        | 1912–1915 | Im Jahr 1916 gab es einen Pfarrverweser Brandmann in Oberthulba.                 |
| Alfons Stühler                                                                                      | 1916–1935 |                                                                                  |
| Johann Weissenberger                                                                                | 1936–1949 |                                                                                  |
| Josef Knorz                                                                                         | 1950–1958 |                                                                                  |
| Gustav Hußlein                                                                                      | 1959–1977 |                                                                                  |
| Karl Kächelein                                                                                      | 1978–1992 |                                                                                  |
| Günter Höfler                                                                                       | 1992–2009 |                                                                                  |
| Jaroslaw Woch                                                                                       | 2010–2016 |                                                                                  |
| Blaise Okpanachi                                                                                    | 2016–2025 | Wechselt im Juni 2025 in den Pastoralen Raum „Haßberge West“ mit Sitz in Haßfurt |

### Söhne und Töchter des Ortes
- Herbert Neder (1939–2015), Politiker (CSU)